# Csermelyi Imre
Csermelyi Imre (Kapuvár, 1988. augusztus 29. –) magyar labdarúgó. 2007 és 2009 közt volt a Győri ETO tagja, korábban ugyanott az ificsapat tagja volt.

## Pályafutása
Első mérkőzését az NBI-ben 2007 áprilisában játszotta a Vác ellen. 2008. szeptember 14-én eredményes volt a Győr B-csapatában az Integrál-DAC ellen a 40. percben, azonban a csapata 2–1-re veszített. 2008 októberében gólt szerzett a Haladás ellen a Ligakupában. 2009. február 7-én a macedón Rabotnicki Skopje elleni felkészülési mérkőzésen összefejelt ellenfelével.